# Osenovo
Osenovo (Bulgaars: Осеново) is een dorp in de Bulgaarse oblast Blagoëvgrad. Het dorp is gelegen in de gemeente Bansko en telde op 31 december 2019 zo'n 53 inwoners. Het dorp ligt 107 kilometer ten zuiden van Sofia.

## Bevolking
Op 31 december 2019 telde het dorp 53 inwoners. Het dorp is sterk vergrijsd. In 2011 werden er geen inwoners tussen de 0 en 34 jaar geregistreerd, terwijl 2 personen tussen de 35-39 jaar oud waren, 1 persoon tussen de 40-44 jaar, 3 personen tussen de 45-49 jaar, 2 personen tussen de 50-54 jaar, 8 personen tussen de 55-59 jaar, 15 personen tussen de 60-64 jaar, 10 personen tussen de 65-69 jaar, 14 personen tussen de 70-74 jaar, 10 personen tussen 75-79 jaar, 9 personen tussen de 80-84 en 4 personen ouder dan 85 jaar.
| Etnische samenstelling van de respondenten (2011) | Etnische samenstelling van de respondenten (2011) | Etnische samenstelling van de respondenten (2011) | Etnische samenstelling van de respondenten (2011) | Etnische samenstelling van de respondenten (2011) |
| ------------------------------------------------- | ------------------------------------------------- | ------------------------------------------------- | ------------------------------------------------- | ------------------------------------------------- |
|                                                   |                                                   |                                                   |                                                   |                                                   |
| Bulgaren                                          | Bulgaren                                          |                                                   | 100,0%                                            | 100,0%                                            |
| Turken                                            | Turken                                            |                                                   | 0,0%                                              | 0,0%                                              |
| Roma                                              | Roma                                              |                                                   | 0,0%                                              | 0,0%                                              |
| Anders/Onbekend                                   | Anders/Onbekend                                   |                                                   | 0,0%                                              | 0,0%                                              |